# Salwa Judum
Salwa Judum (traducibile come "Marcia della Pace" o "Cacciatori della Purificazione" in lingua gondi) è una milizia nel Chhattisgarh, in India, creata per opporsi ai guerriglieri Naxaliti che si ispirano al Maoismo.
La milizia consiste di giovani delle tribù locali addestrati dal governo dello stato del Chhattisgarh. Il 12 luglio 2011 la Corte Suprema dell'India ha dichiarato la milizia incostituzionale, già criticata in passato per le sue violazioni dei diritti umani e l'impiego di bambini soldato.